# اناکورتز (واشینگتن)
اناکورتز (به انگلیسی: Anacortes) شهری در شهرستان اسکاگیت ایالت واشنگتن است که در سرشماری سال ۲۰۱۰ میلادی، ۱۵۷۷۸ نفر جمعیت داشته است.